# Игроки (фильм, 1979)
«Игроки» (англ. Players) — американская спортивная мелодрама 1979 года.

## Сюжет
Восходящая теннисная звезда во время Уимблдона завязывает роман с более старшей богатой женщиной. Теперь ему нужно решить, что важнее: финансовое благополучие или победа на турнире.

## В ролях
| Актёр            | Роль   |
| ---------------- | ------ |
| Эли Макгроу      | Николь |
| Дин Пол Мартин   | Крис   |
| Максимилиан Шелл | Марко  |
| Панчо Гонсалес   | камео  |
| Стив Гуттенберг  | Расти  |
| Гильермо Вилас   | камео  |
| Илие Настасе     | камео  |
| Джон Макинрой    | камео  |
| Мелисса Пропе    | Энн    |
| Ион Цириак       | камео  |

## Награды и номинации
- 1980 — номинация на «Золотой глобус» в категории «Новая звезда года среди мужчин» (Дин Пол Мартин)[1]